# Ramlösa kvarn
Ramlösa kvarn är ett musikalbum från 1972 av Anders F Rönnblom.

## Låtlista
1. Gör vad ni vill - 3:02
2. Det ska inte bli något mera trams i din trädgård - 5:52
3. Inga gränser - 3:03
4. Stygg stygg whisky - 3:35
5. Fem år på torken - 2:58
6. Jag behöver ditt stöd 1:54
7. Jag ser en eld som brinner - 4:03
8. Ramlösa kvarn - 5:17
9. Drömde - 3:09
10. Poem - 1:57
11. Camillas Sång - 2:42
12. Ta väl hand om Louis - 4:22
13. Då flyr vi tillsammans - 4:31
14. En liten Kastby tog död på en våg - 2:46 (Bonusspår på F-box utgivningen)
15. Ungt friskt hjärta - 7:06 (Bonusspår på F-box utgivningen)